# ロリー・カルホーン
ロリー・カルホーン（Rory Calhoun, 本名：Francis Timothy McCown, 1922年8月8日 - 1999年4月28日）は、アメリカ合衆国の俳優。
ロサンゼルス生まれ。幼少期は同じカリフォルニア州のサンタクルーズで送った。スコッチ・アイリッシュとスペイン人の血を引く。
主に西部劇映画の二枚目スターとして活躍、テレビの西部劇“The Texan”（1958-1960）にも主演した。　
ゲイ男優としても有名であった。　
1999年4月28日、肺気腫と糖尿病の合併症により死去、76歳。

## 主な出演作品
- 愛への旅路 Nob Hill (1945)
- 赤い家 The Red House (1947)
- 彼女は二挺拳銃 A Ticket to Tomahawk (1950)
- 栄光の彼方に I'd Climb the Highest Mountain (1951)
- わが心に歌えば With a Song in My Heart (1952)
- 草原の追跡 Way of a Gaucho (1952)
- パウダー・リバーの対決 Powder River (1953)
- 銀の鞭 The Silver Whip (1953)
- 百万長者と結婚する方法 How to Marry a Millionaire (1953)
- 帰らざる河 River of No Return (1954)
- 奥様はジャズがお好き Ain't Misbehavin' (1955)
- 黄金の銃座 The Treasure of Pancho Villa (1955)
- 暴力には暴力だ! The Spoilers (1955)
- The Texan (1958-1960) テレビドラマ
- レースに賭ける男 Thunder in Carolina (1960)
- ロード島の要塞 Il colosso di Rodi (1961) イタリア映画
- 海賊島の秘密 The Treasure of Monte Cristo (1961)
- 豪快!マルコ・ポーロ Marco Polo (1962)
- 名犬ウォン・トン・トン Won Ton Ton, the Dog Who Saved Hollywood (1976)
- 地獄のモーテル Motel Hell (1980)
- 引き裂かれた祖国/ブルー&グレイ The Blue and the Gray (1983) テレビ映画
- エンジェル Angel (1984)
- ストリート・エンジェル／復讐の街角 Avenging Angel (1985)
- SFヘルスラッシャー Hell Comes to Frogtown (1988)
- ピュア・カントリー Pure Country (1992)